# Chemin de fer de Luxey à Mont-de-Marsan
Le Chemin de fer de Luxey à Mont-de-Marsan a fonctionné dans le département des Landes entre 1906 et 1964.

## Histoire
Cette ligne entre la Haute Lande et le chef-lieu du département est mise en service le 12 juillet 1906 pour faciliter l'exploitation de la forêt des Landes. La concession de la ligne est obtenue en 1902 par un particulier nommé Pierre Ortal. La Société anonyme du chemin de fer d'intérêt local de Luxey à Mont-de-Marsan se substitue à ce dernier le 17 novembre 1906 pour exploiter la ligne. Longue de 36,5 km, elle franchit la Midouze par un pont du situé entre la gare Midi et celle du quartier Saint-Jean d'Août (futur pont du Manot),  et dessert les gares de Saint-Jean-d'Août (dite « gare du Nord » pour la distinguer de la gare de Mont-de-Marsan, dite « gare du Midi »), Uchacq-et-Parentis, Cère, Brocas, Labrit et Le Sen. Le 21 août 1944, pendant le combat du pont de Bats qui conduira à la libération de Mont-de-Marsan, la section Rivière prend position sur le pont de la ligne franchissant la Midouze, qui devient la dernière ligne de défense de la ville. Le trafic voyageurs cesse en 1950 et celui des marchandises en 1959. La voie ferrée est déclassée en 1960, excepté les quatre premiers kilomètres, utilisés jusqu'en 1964 pour le transport de carburant vers la base aérienne 118. En 1992, l'emprise de cette voie ferrée est transformée en voirie routière (avenue Pierre Mendès France, boulevard de Tudela et boulevard Claude Lévi-Strauss).

## La ligne
La ligne ouvre le 12 juin 1906 et suit le parcours suivant :
- Gare de Mont-de-Marsan (km 0). Le départ de la ligne se fait depuis la gare Midi, même si la Société anonyme du chemin de fer d'intérêt local de Luxey à Mont-de-Marsan possède sa propre gare 2 km plus loin, dans le quartier de Saint-Jean d'Août ;
- Mont-de-Marsan Saint-Jean-d'Août (km 2), à l'emplacement de l'actuelle Régie des transports landais[n 2]. Saint-Jean d'Août est au début du XXe siècle le quartier industriel de Mont-de-Marsan et comporte notamment des sites de transformation de la résine et du bois de pin des Landes[3] ;
- Uchacq-et-Parentis (km 10) ;
- Cère (km 14) ;
- Brocas (km 20) ;
- Labrit (km 27) ;
- Le Sen (km 33) ;
- Batharière (km 38), commune de Luxey (arrêt créé en 1906) ;
- Sigarreyre (km 42,5), commune de Luxey (arrêt créé en 1912),
- Gare de Luxey (km 45), prolongation vers Sore et Saint-Symphorien[5].

## Gares de Jonction
- Gare de Luxey avec le Réseau des landes de la Gironde et du Blayais
- Gare de Mont-de-Marsan avec la Compagnie des chemins de fer du Midi.

## Matériel roulant
- Locomotives à vapeur

N°1 à 3, de type 030t, livrées par la Société Franco-Belge en 1906,
N°4, de type 030t construite par Heilbronn en 1907 et acquise en 1948.

## Galerie

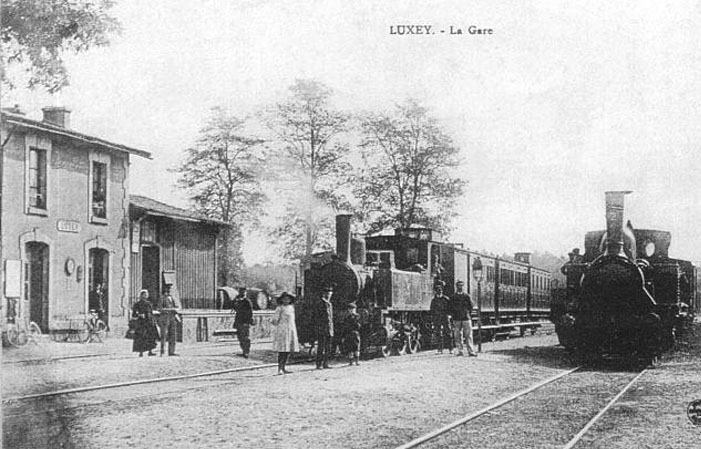
La gare de Luxey
Ancienne gare de Brocas
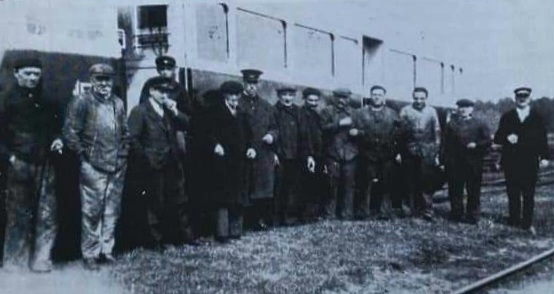
Ancienne gare de Saint-Jean-d'Août, photo de groupe du personnel
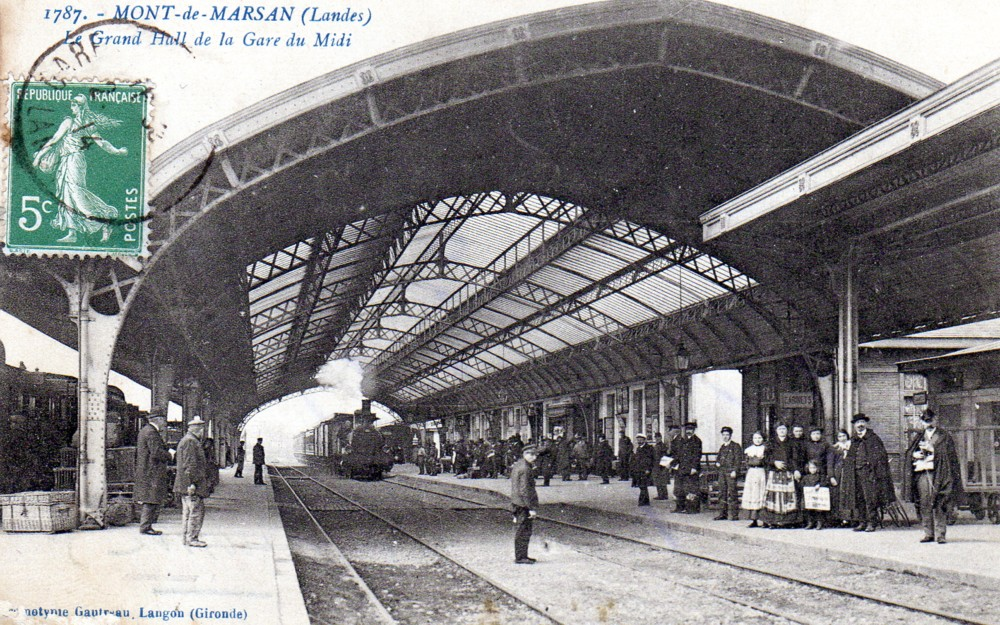
Gare de la compagnie du Midi à Mont-de-Marsan